# August Vermeylen

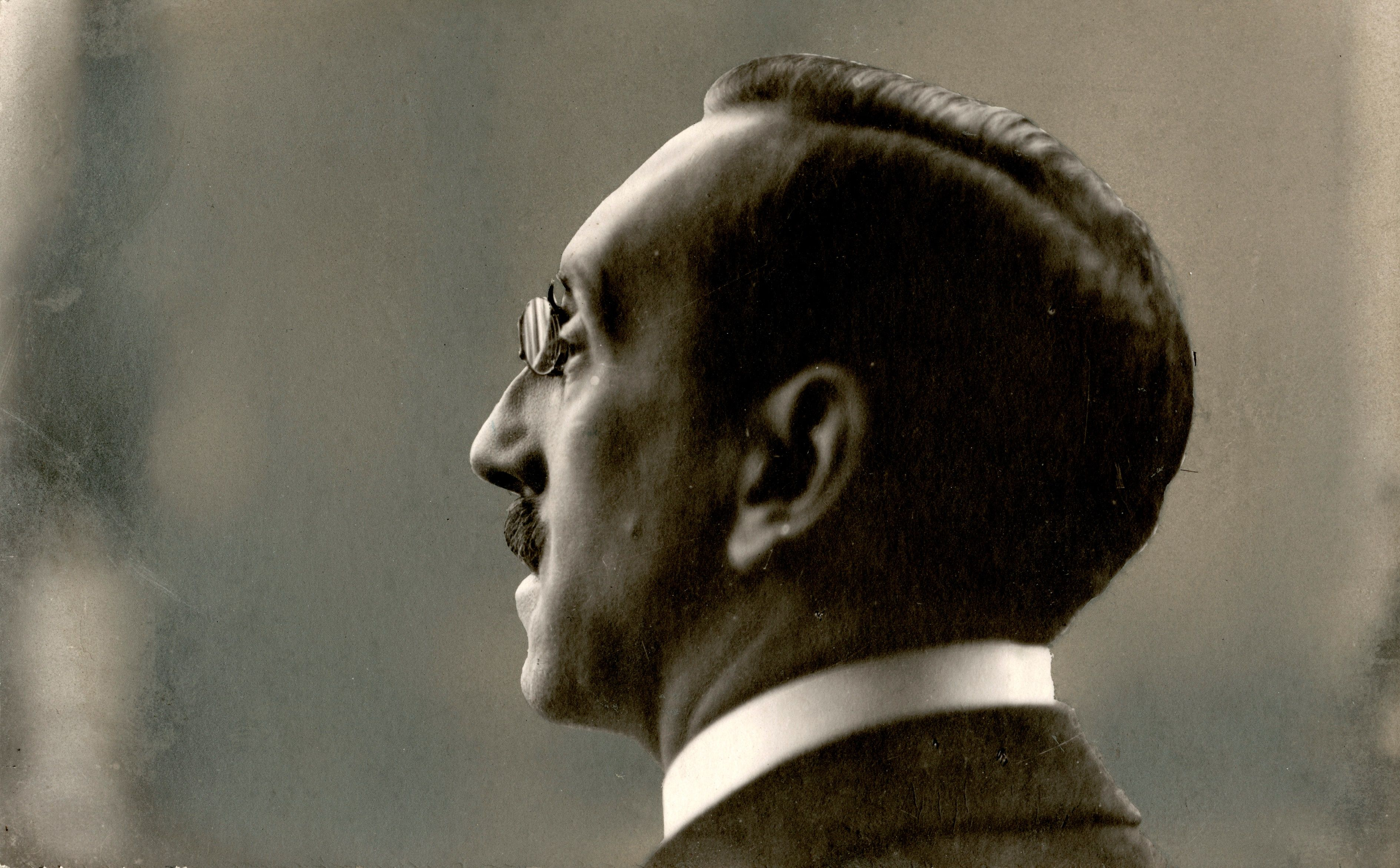
August Vermeylen.

August Vermeylen, född 12 maj 1872 i Bryssel, död 10 januari 1945 i Uccle, var en flamländsk filolog och författare.
Vermeylen var 1902–1923 professor i modern filologi vid universitetet i Bryssel och därefter intill 1930 professor vid universitetet i Gent. Han sysslade väsentligen med flamländsk litteraturhistoria, men skrev även romaner. Bland hans verk kan nämnas Leven en werken van jonker Jan van den Noot (1899), Verzamelde opstellen (två band, 1904–05), De wandelende jood (1906) och Le mouvement flamand (1919). Åren 1921–45 var han senator för Belgiska Arbetarepartiet.